# Orfű
Orfű község Baranya vármegyében, a Pécsi járásban. A térség idegenforgalmi szempontból kiemelt jelentőségű települései közé tartozik.

## Fekvése

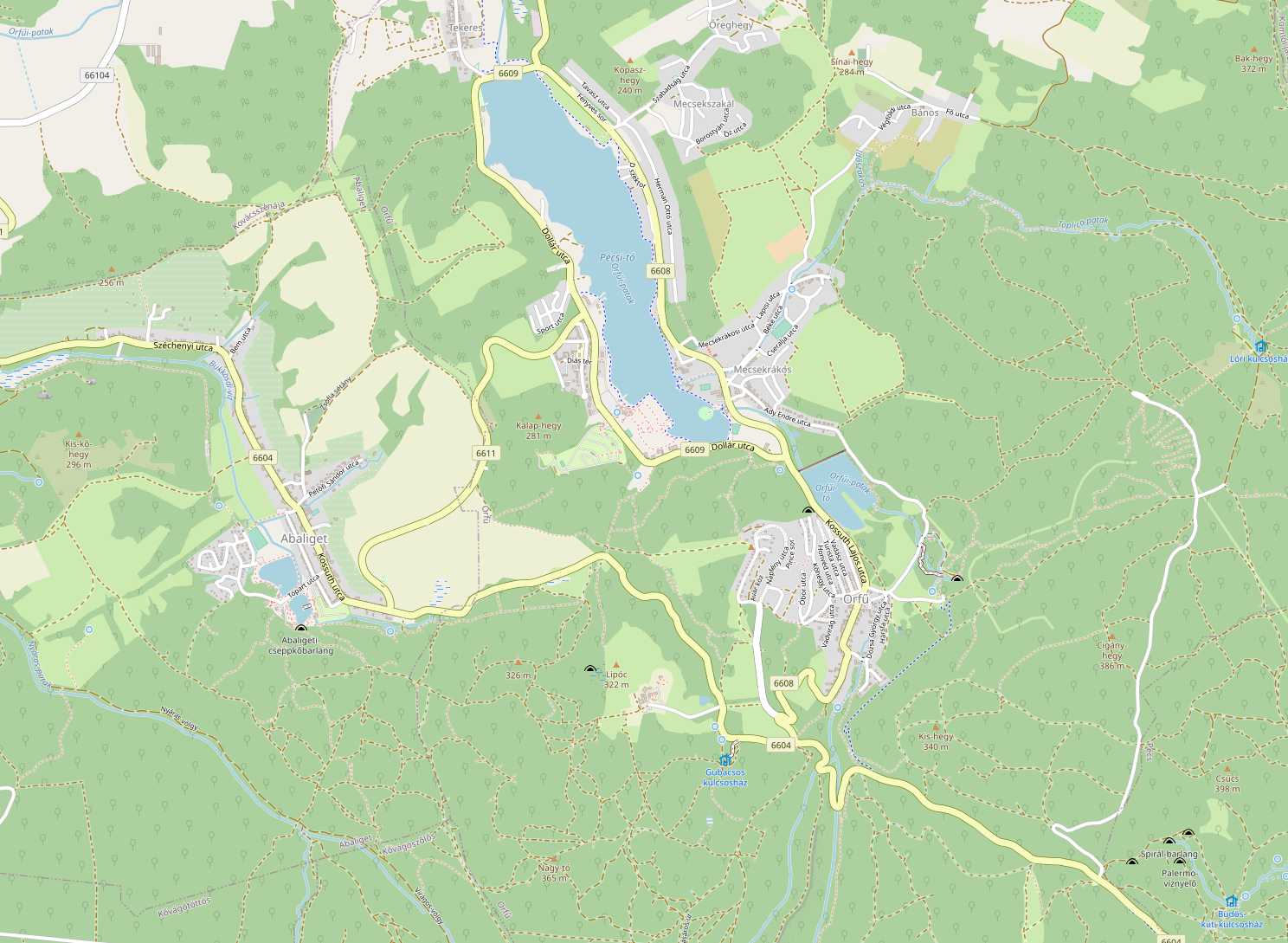
Orfű és környékének térképe

A Mecsek nyugati részén, Pécstől mintegy 17 kilométerre észak-északnyugati irányban fekszik. Közigazgatási területének déli részét érinti a Pécs-Abaliget közti 6604-es út is, de központján csak a 6608-as út halad keresztül. Négy számjegyű országos közútnak számít még a község határain belül a Pécsi-tó déli, nyugati, végül északi partján is végighúzódó 6609-es út, továbbá az azt Abaliget központjával összekapcsoló 6611-es út is.

## Története
Már a történelem előtti időkben laktak a térségben emberek. Jelenlétüket a környéken megtalált használati eszközök igazolják. Erdőlakó, kóborló, vadászó, gyűjtögető életmódot folytattak. A táj természeti adottságai, a hegy, a patakokban gazdag völgyek és a síkságok változatossága alkalmassá tette a területet a letelepedésre. A kora vaskor idején telepedett meg itt az első ismert nevű nép, az illírek, őket a kelták követték.

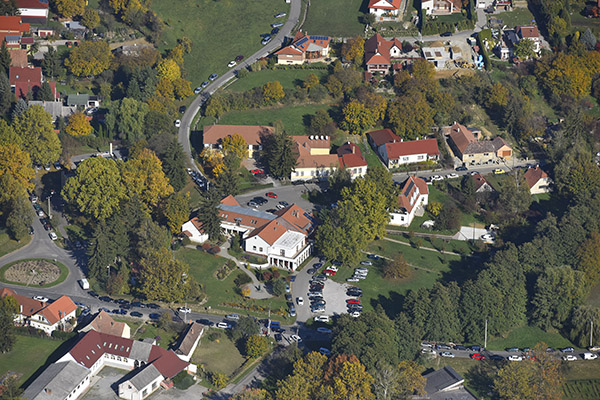
Orfű légi fotó

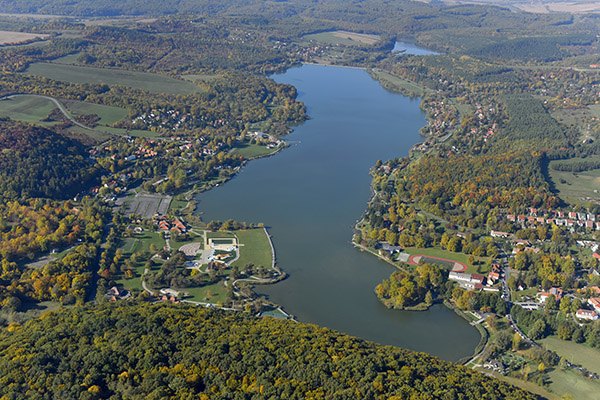
Pécsi-tó a magasból

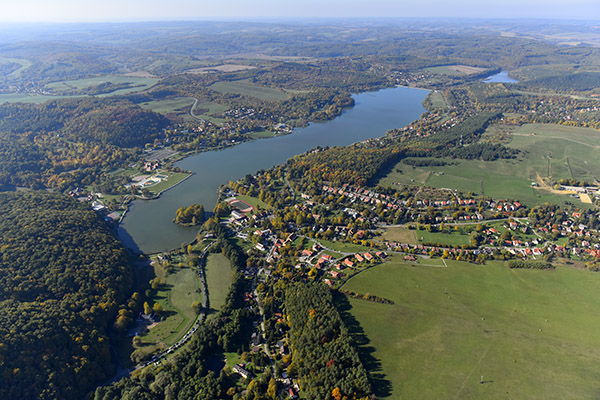
Orfű látképe madártávlatból

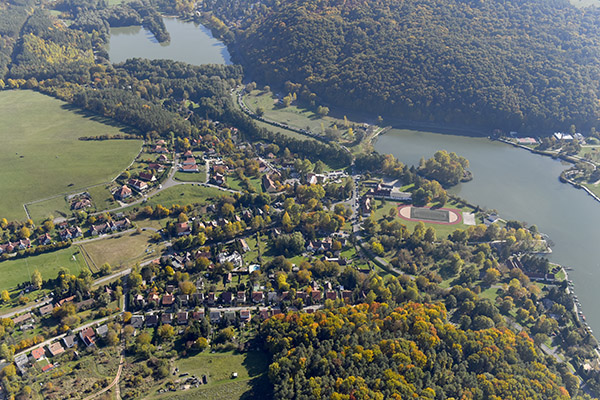
Orfű, tórendszer a levegőből

A római útvonalak nagyjából a ma is használt utak irányában futottak. Az egykori lapisi vadászház mellett feltárt római őrtorony nyomai meghatározzák az északra vezető út irányát. Az 1960-as években, mikor az orfűi tavakat létesítették, római pénzeket mosott ki az egyik hegyoldali forrás vize.
A rómaiak után a népvándorlás törzsei vonultak át a tájon. Hunok, germánok, avarok, szlávok érkeztek a területre, majd megjelentek a honfoglaló magyarok is.
Orfű, Mecsekszakál és Bános nevét a 14. század elején említik először írásos források, oklevelek. Az oklevelek a helységek nevét különbözőképpen és a maitól eltérő formában írták. Orfű nevét a 14. században Orfevnek, Orfeunek és Orfewnek írták. Mecsekszakállal lehet azonos Zacal, s a mai Bános talán a hajdani Bálványos (régi írásmóddal Balvanus vagy Balvanos) szóból rövidült. Ezek a falvak a középkorban virágzó magyar települések voltak.
A török megszállás korában elnéptelenedett a táj. Talán csak egy-egy dűlőnév őrzi ma már ezeknek az elpusztult falvaknak az emlékét. A helyi hagyományok számontartói szerint néhány dűlőnév: Lipóc-, Érszeg-, Nyárás-, Egrestó-, Kiskövesd- és Öregtemplom-dűlő.
A 18. század elején lassan indult meg csak az újjáépítés. A kihalt tájra, a lerombolt falvak helyére zömmel német telepesek érkeztek több hullámban és Németország különböző tájairól. A század közepén már a magyar népesség is jelen volt a faluban. Az 1930-as években a falu lakosságának 93%-a német, és csupán 7%-a volt magyar anyanyelvű.
A 19. században a mai Mecsekrákos és Mecsekszakál neve elől még hiányzott a hegység neve. A falvak lakossága az elmúlt évtizedekben nagymértékben lecsökkent. Ez a városiasodás folyamatával hozható kapcsolatba. 1970-ben Mecsekszakálon csak 77-en  éltek , Tekeresen 102-en.
Az 1960-as években született meg az orfűi mesterséges tavak koncepciója. Az Orfűi-patakra felfűzve elsőként a 11 hektár területű Orfűi-tó készült el 1962-ben, ezt követte 1966-ban a 72 hektáron elhelyezkedő Pécsi-tó, majd a 28 hektáros Herman Ottó-tó (és 1970-ben a Kovácsszénája mellett található Kovácsszénájai-tó). A Pécsi-tó körül fekvő falvak közül Mecsekrákost 1969. január 1-jén, Mecsekszakált és Tekerest 1975. január 1-jén, Bánost 1979. január 1-jén csatolták Orfűhöz.
Az 1980-as években új utakat építettek, az autóbuszok már naponta többször is megközelítették a kisebb falvakat, így az emberek elvándorlása csökkent. A mesterséges tavak létesítése óta az fokozatosan növekedő turizmus is kínál helyi munkalehetőséget.

## Közélete

### Polgármesterei
- 1990–1991: Nagy Bandó András (független)[4][5]
- 1991–1994: Kovács Dezső (független)[6][7]
- 1994–1998: Kovács Dezső (független)[8]
- 1998–2002: Kovács Dezső (független)[9]
- 2002–2006: Füziné Kajdy Zita (független)[10]
- 2006–2010: Füziné Kajdy Zita (független)[11]
- 2010–2014: Füziné Kajdy Zita (független)[12]
- 2014–2019: Füziné Kajdy Zita (független)[13]
- 2019–2024: Füziné Kajdy Zita (független)[14]
- 2024– : Füziné Kajdy Zita (független)[1]

1991. október 20-án időközi polgármester-választást tartottak a településen, miután Nagy Bandó András júliusban lemondott a tisztségéről.

## Népesség
A település népességének változása:
| Lakosok száma | 243  | 580  | 702  | 1000 | 1022 | 989  | 1090 | 1037 | 1079 | 1113 |
|               | 1910 | 1990 | 2001 | 2013 | 2014 | 2019 | 2021 | 2022 | 2023 | 2024 |

1910-ben Bánosnak 224, Mecsekrákosnak 267, Mecsekszakálnak 124, Orfűnek 243, Tekeresnek 160, a településrendszernek így összesen 1018 lakosa volt.
A 2011-es népszámlálás során a lakosok 78,8%-a magyarnak, 1,6% cigánynak, 0,4% görögnek, 0,4% horvátnak, 3,6% németnek, 0,4% románnak mondta magát (20,3% nem nyilatkozott; a kettős identitások miatt a végösszeg nagyobb lehet 100%-nál). A vallási megoszlás a következő volt: római katolikus 45%, református 4,3%, evangélikus 1,7%, görögkatolikus 0,5%, felekezeten kívüli 18,1% (29,5% nem nyilatkozott).
2022-ben a lakosság 87,3%-a vallotta magát magyarnak, 4,3% németnek, 1,9% cigánynak, 0,8% ukránnak, 0,7% horvátnak, 0,3% szlováknak, 0,2-0,2% görögnek, bolgárnak és szerbnek, 0,1-0,1% szlovénnek, románnak és ruszinnak, 4,8% egyéb, nem hazai nemzetiségűnek (10,5% nem nyilatkozott; a kettős identitások miatt a végösszeg nagyobb lehet 100%-nál). Vallásuk szerint 32% volt római katolikus, 3,8% református, 1% evangélikus, 0,4% görög katolikus, 2,3% egyéb keresztény, 2% egyéb katolikus, 17,7% felekezeten kívüli (40,7% nem válaszolt).

## Nevezetességei
- A legfőbb vonzereje a településnek a hatvanas, illetve hetvenes évek során megépített három mesterséges tó, név szerint az Orfűi-, a Pécsi-, illetve a Herman Ottó-tó. Az első kettő turisztikai jellegű, míg a Herman Ottó-tó inkább tájvédelmi jellegű: fürdeni nem, csak horgászni lehet benne.
- A település nevezetessége még az Orfűi-tó mögött található Malommúzeum és a Vízfő-forrás, ahol tanösvény is található.
- Az üdülővendégek szórakozását, kikapcsolódását és pihenését szabadvízi és kiépített strandok, sportpályák, lovardák, illetve a tavakon horgászati, kajakozási, vitorlázási és csónakázási lehetőség szolgálja.
- Kemencés Udvar
- Tájház, amely kivételes néprajzi gyűjteménnyel rendelkezik
- Az Orfűi Lovasnapok, díjugrató versenyek, öttusa és a régi időket idéző vadászlovaglások emelik ki Orfűt Baranyában a lovassportok központjává, továbbá lehetőség nyílik a Mecsek egyedülálló barlangrendszerében való kalandtúrázásra. Otthon érezhetik magukat a vadászat és a kirándulás szerelmesei is.
- Orfűn két fokozottan védett barlang található, a Mészégető-források barlangja és az Orfűi Vízfő-barlang.
- Fishing on Orfű fesztivál
- A településen hagyomány, hogy 2012 óta az új év első napján vállalkozó kedvűek megmártóznak a Pécsi-tóban.[18]

## Külső hivatkozások
- Orfű hivatalos honlapja
- Orfű Önkormányzat honlapja
- Orfűi honlap sok képpel
- Barlangtúrák Orfű környékén
- Orfű.lap.hu - linkgyűjtemény
- Orfű a funiq-hu-n